# Mike Hammer (televisieserie uit 1984)
Mickey Spillane's Mike Hammer (ook gekend als The New Mike Hammer) was een Amerikaanse misdaadserie die van 1984 tot 1987 werd uitgezonden door het Amerikaanse televisiestation CBS. De serie is gebaseerd op de fictieve privédetective Mike Hammer uit de boeken van Mickey Spillane.

## Verhaal
De serie volgt de avonturen van privédetective Mike Hammer (Stacy Keach) terwijl hij zaken oplost die vaak met moord te maken hebben. Een rode draad doorheen de serie vormt de wraak die Hammer wil nemen voor de moord op iemand die hem dierbaar was.

## Achtergrond
Hoewel de serie zich in de jaren tachtig afspeelde, bevatte de toon ook elementen van klassieke film noir-detectivefilms, zoals The Maltese Falcon. In elke serie was de voice-over van het hoofdpersonage te horen en Hammer werd zelden gezien zonder zijn gekreukelde pak, deukhoed en overjas. De producers van de serie zagen het personage als een terugkeer naar de jaren veertig.
In tegenstelling tot de sympathieke hoofdpersonages in andere toenmalige detectiveseries, zoals Remington Steele of Magnum, P.I., was Mike Hammer onbeschaamd mannelijk en had hij weinig oog voor politieke correctheid. In vergelijking met het stoere en ongevoelige personage in de boeken van Spillane, werd Mike Hammer in de serie echter wel een beetje milder gemaakt.
Een opvallend kenmerk van de meeste afleveringen was de aanwezigheid van een aantal uitdagend geklede vrouwelijke personages die een paar dubbelzinnigheden uitwisselden met Hammer en waarmee hij regelmatig in bed belandde. De schrijvers van de serie gingen bij wijze van komische noot ook vaak in tegen de toenmalige maatschappelijke trends, zoals bijvoorbeeld Hammers voorliefde voor sigaretten en zijn onvermogen om de jeugdtrends uit die tijd te begrijpen.
In de serie schuwde Hammer het geweld nooit, of het nu met zijn vuisten was of met zijn trouwe Colt .45 bijgenaamd "Betsy", een pistool dat hij steeds bij zich droeg in een leren schouderholster. In tegenstelling tot de meeste detectiveseries uit de jaren tachtig werden de schurken veelal door het hoofdpersonage gedood tegen de tijd dat de aftiteling begon.

## Rolverdeling

### Hoofdrollen en bijrollen
Legenda
 = Hoofdrol
 = Bijrol
 = Gastrol
 = Geen rol
| Acteur         | Personage                        | Pilot | S1 | S2 | S3 |
| -------------- | -------------------------------- | ----- | -- | -- | -- |
| Stacy Keach    | Mike Hammer                      | 1     | 10 | 14 | 22 |
| Linday Bloom   | Velda, Hammers secretaresse      | 1     | 10 | 14 | 22 |
| Don Stroud     | hoofdinspecteur Pat Chambers     | 1     | 10 | 14 | 22 |
| Kent Williams  | procureur Lawrence D. Barrington | 1     | 10 | 14 | 22 |
| Donna Denton   | "The Face"                       | 1     | 8  | 14 | 20 |
| Lee Benton     | Jenny                            |       | 6  | 6  | 12 |
| Danny Goldman  | Ozzie "The Answer"               | 1     | 4  | 10 | 2  |
| Ben Powers     | Moochie                          |       | 4  | 9  |    |
| Eddie Egan     | rechercheur Hennessey            |       | 6  | 1  |    |
| Robert Miranda | Johnny Moretti                   |       | 1  | 2  | 3  |
| Eddie Barth    | Ritchie                          |       | 4  |    | 1  |

1. ↑  Als een ander personage

### Gastrollen
Bekende acteurs en muzikanten die een gastrol speelden in de serie:
- Barbara Bain
- George Benson
- Theodore Bikel
- Joyce Brothers
- Delta Burke
- Jeff Conaway
- Dom DeLuise (cameo, onvermeld)[5]
- Eddie Egan
- Lou Ferrigno
- Herbie Hancock
- Myron Healey
- James Hong

- Bo Hopkins
- Ernie Hudson
- Michael Ironside
- Steven Keats
- Stepfanie Kramer
- Ray Liotta
- Keye Luke
- The Los Angeles Raiderettes
- Stuart Pankin
- Priscilla Pointer
- Burt Reynolds (cameo, onvermeld)[5]
- Esther Rolle

- Isabel Sanford
- Bubba Smith
- Jan Smithers
- Sharon Stone
- Susan Strasberg
- Heather Thomas
- Janine Turner
- Shannon Tweed
- Dick Van Patten
- Cornel Wilde

## Afleveringen
Op 26 januari 1984 ging de 96 minuten durende pilootfilm More Than Murder in première op het Amerikaanse televisiestation CBS. De serie werd drie seizoenen lang uitgezonden door CBS, van 28 januari 1984 tot en met 13 mei 1987. In totaal waren er 46 afleveringen.
Daarnaast waren er nog drie televisiefilms: Murder Me, Murder You (1983), The Return of Mickey Spillane's Mike Hammer (1986) en Mike Hammer: Murder Takes All (1989). Murder Me, Murder You was aanvankelijk bedoeld als een op zichzelf staande televisiefilm, maar gaf uiteindelijk aanleiding tot de serie na de positieve ontvangst door het publiek.

### Onderbreking
De productie van de serie werd in december 1984 onderbroken toen Stacy Keach werd veroordeeld tot negen maanden gevangenisstraf voor het smokkelen van drugs. Keach werd op 4 april samen met zijn secretaresse Deborah Steele gearresteerd op de luchthaven Londen Heathrow met 36 gram cocaïne in zijn bezit. Op 7 december 1984 pleitte Keach schuldig en begon hij onmiddellijk aan een gevangenisstraf van negen maanden in de gevangenis van Reading. Keach werd na zes maanden vrijgelaten wegens goed gedrag.

### The New Mike Hammer
Een jaar later keerde Keach terug naar zijn rol als Mike Hammer in de televisiefilm The Return of Mickey Spillane's Mike Hammer, die op 18 april 1986 werd uitgezonden. Dankzij de positieve ontvangst van de film en de vastberadenheid van uitvoerend producent Jay Bernstein werd de serie voortgezet, maar ditmaal onder de titel The New Mike Hammer.
In het vernieuwde seizoen waren verschillende bijrollen geschrapt en elementen die eerder als seksistisch waren bekritiseerd, zoals de weergave van vrouwen, werden afgezwakt in een poging een breder publiek te bereiken dan alleen mannen. De nieuwe visie op Hammer bleek echter minder aantrekkelijk voor fans van de eerdere seizoenen en slaagde er niet in een breder publiek te trekken. The New Mike Hammer werd na één seizoen geannuleerd, de laatste aflevering werd uitgezonden op 13 mei 1987.

## Prijzen en nominaties
| Jaar | Prijs                  | Categorie                                 | Genomineerde                  | Resultaat   |
| ---- | ---------------------- | ----------------------------------------- | ----------------------------- | ----------- |
| 1984 | Primetime Emmy Awards  | Uitstekende cinematografie voor een serie | James Crabe                   | Gewonnen    |
| 1985 | Golden Globes          | Beste acteur in een dramaserie            | Stacy Keach                   | Genomineerd |
| 1985 | Edgar Allan Poe Awards | Beste televisie-aflevering                | Joe Gores ("Seven Dead Eyes") | Genomineerd |
| 1987 | Edgar Allan Poe Awards | Beste televisie-aflevering                | Herman Miller ("Deirdre")     | Genomineerd |